# Henri Jeandelize
Henri Jeandelize (1832-1914) est un érudit du pays messin.

## Biographie
François Henri Jeandelize naît à Metz le 22 mai 1832. Après des études de Droit, il devient clerc de notaire, mais consacre très tôt son temps et son énergie aux œuvres sociales, civiques et religieuses. Il fut notamment l'administrateur des hôpitaux de Bon-Secours et de Saint-Nicolas et conseiller municipal de Metz. Il reste à Metz après l'annexion allemande de 1871. Il a écrit de nombreux manuscrits sur le Pays messin et sur le vieux Metz et était considéré par Jean-Julien Barbé comme un érudit bienveillant. Français de naissance et de cœur, il resta toujours attaché à la France. 
Henri Jeandelize décéda à Metz le 9 février 1914, à l'âge respectable de 82 ans. Il est l'oncle du professeur Paul Jeandelize. Ses notes, les "archives Jeandelize", sont consultables aux Archives départementales de la Moselle.

## Sources
- Discours de réception à l'ANM sur inist.fr